# Rastislav Staňa
Rastislav Staňa (né le 10 janvier 1980 à Košice en Tchécoslovaquie) est un joueur slovaque de hockey sur glace. Il évolue au poste de gardien de but.

## Biographie

### Carrière de joueur
Formé au HC Košice, il est choisi lors du repêchage d'entrée dans la LNH 1998 au septième tour, en 193e place au total par les Capitals de Washington. Sélectionné par les Warriors de Moose Jaw au cours de la sélection européenne de la Ligue canadienne de hockey en 48e position, il part jouer dans la Ligue de hockey de l'Ouest. En 2000, il passe professionnel avec les Renegades de Richmond dans l'ECHL. Le 14 novembre 2003, il débute dans la LNH contre les Capitals de Washington. En 2004, il revient jouer en Europe.

### Carrière internationale
Il représente l'équipe de Slovaquie au niveau international. Il est membre de l'équipe médaillée de bronze au championnat du monde junior 1999. Il est championnat du monde 2002 et médaillé de bronze en 2003. Il a participé aux Jeux olympiques de 2010 et 2002.

## Trophées et honneurs personnels

### Ligue américaine de hockey
- 2004 : participe au Match des étoiles.

### Ligue continentale de hockey
- 2013 : participe au cinquième Match des étoiles avec l'association de l'Ouest.